# 真核延伸因子2
真核延伸因子2（英語：Eukaryotic elongation factor 2，eEF2）是一种蛋白质，由人类基因 EEF2 编码。
这个基因编码的蛋白质是GTP结合翻译延伸因子家族的一员。这种蛋白质是蛋白质合成过程的一个重要组成部分，它促进GTP依赖的核糖体易位。这种蛋白质可由EF-2激酶磷酸化而失活。
在常見的細菌感染中，真核延伸因子2是白喉毒素（源自白喉桿菌），以及外毒素A（源自綠膿桿菌）的抑制對象。。